# گوست فیس کیلا
گوست فیس کیلا (انگلیسی: Ghostface Killah؛ زادهٔ ۹ مهٔ ۱۹۷۰ ‏(۵۴ سال)) رپکن، ترانه‌پرداز، آهنگساز و بازیگر اهل ایالات متحده آمریکا است. وی از سال ۱۹۹۱ میلادی تاکنون مشغول فعالیت بوده است. او عضو گروه مشهور هیپ هاپ وو-تنگ کلن است.
از فیلم‌ها یا برنامه‌های تلویزیونی که وی در آن نقش داشته است می‌توان به محو شدن در تاریکی اشاره کرد.